# البداح (كشر)

تعديل مصدري - تعديل

البداح هي إحدى قرى عزلة عاهم بني شهر بمديرية كشر التابعة لمحافظة حجة، بلغ تعداد سكانها 221 نسمة حسب تعداد اليمن لعام 2004.